# Hanvay Zoltán
Hanvai és gömörszkárosi Hanvay Zoltán (Hanva, 1840. június 12. – Hanva, 1922. október 17.) földbirtokos, sportember, kinológus, az MKE választmányi tagja (1874–től).

## Életútja
Hanván született, Gömör megyében, régi nemesi családban. Apja Hanvay Károly, gömöri főszolgabíró és főpénztárnok. Középiskolai tanulmányait Késmárkon végezte, Sárospatakon jogot hallgatott. 1890-ig részt vett Gömör vármegye közéletében, majd a közügyektől teljesen visszavonult birtokára és csak a gazdálkodásnak, valamint vadászszenvedélyének élt, noha Borovszky Samu szerint „tehetségénél… fogva hivatva lett volna arra, hogy a vármegye vezérlő egyéniségei közé tartozzék”, s kinek Forgon Mihály szerint „mély gondolkozásra valló politikai és társadalomtudományi értekezései jelentek meg. A kinológia területén pedig nemcsak hazánkban legelső tekintély, hanem külföldön is ismert író, akinek e körben sok jeles írása látott napvilágot”.
Világi tanácsbírája volt gömöri református egyházmegyének, alelnöke a Magyar Vizslaverseny-Egyesületnek, a Rimamurány-Salgótarjáni Vasműegyesületnek és alapító tagja a Kisfaludy Társaságnak. Egyik legjobb barátja volt Tompa Mihálynak, tanúja volt az utolsó évek lelki küzdelmeinek. Utazásai és tanulmányai révén széleskörű műveltségre tett szert. Nevét a kutyatenyésztés körül kifejtett tevékenységével és ez ügyben írt műveivel tette ismeretté.  A Hanvay család levéltárát a Magyar Nemzeti Múzeumnak ajánlotta fel.

## Művei
- A pointer (angol-vizsla) idomítása. Budapest, 1883
- Sport-szilányok a vadászat, természetrajz és vizslászat köréből. Budapest, 1891.
- Magyar Almanach. A virilisták Czím- és Névjegyzéke. Budapest, 1888. 135.
- Magyar Könyvészet 1891.
- Hanvai vadászatok. Vadász- és Versenylap 1872.
- Tiszafüredi karczolatok. Vadász- és Versenylap 1873.
- 1901 Ein kleines kynologisches Potpourri. Magyar Vadász I/2
- Nehány szó a sportról. Az állatvilág 1908
- Elhullott kalászok egy hosszú élet tarlójáról. 1910 (Emlékirat)
- Két falusi levél. 1917

## Kapcsolódó szócikk
- Forgon Mihály (történész)